# (15837) Mariovalori
(15837) Mariovalori (1995 DG13) – planetoida z pasa głównego asteroid okrążająca Słońce w ciągu 5,43 lat w średniej odległości 3,09 j.a. Odkryta 25 lutego 1995 roku.